# Eldrac
Eldrac, la Puerta es un Inhumano de ficción en Marvel Comics. 
Eldrac aparece en la serie Inhumans, interpretado por Moses Goods.

## Historial de publicaciones
El personaje, creado por Jonathan Hickman y Dale Eaglesham, apareció por primera vez en Fantastic Four # 577 (mayo de 2010).

## Biografía
Eldrac comenzó como un político inhumano. Cuando se lo consideró "irrelevante", se vio obligado a Terrigenesis y se convirtió en una gran estructura arquitectónica que se asemeja a una cabeza de robot gigante. Se unió a Attilan y su boca ahora se utiliza como un medio de transporte para enviar personas a donde quieran ir. Cuando Thanos comenzó a atacar la ciudad junto con el Orden Negro, Black Bolt y Maximus le pidieron a Eldrac que teletransportara a Attilan a la Tierra. Esto resultó difícil ya que todos estaban dispersos. Después de encontrar a Medusa, usa sus poderes nuevamente para enviarla con Black Bolt.

## Poderes y habilidades
Eldrac esta fusionado en Atillan y su boca puede abrirse camino hacia él para transportar a otros a donde quieren ir.

## En otros medios
Eldrac aparece en Inhumans, capturado por movimiento y expresado por Moses Goods. Esta versión se asemeja a una pared de piedra con un rostro humano que aparece cuando se convoca. En lugar de ingresar a su boca, las personas ingresan a través de un portal que abre debajo de su cabeza y es capaz de hablar a diferencia de su contraparte del cómic.
Él aparece en "Aquellos que nos destruirían", donde Maximus encargó a Auran que buscara a la familia real en la tierra, ella se acerca a Eldrac, quien inicialmente se niega a reclamar que le duele teletransportar personas. Ella amenaza a su familia si él no cumple o trata de dañarla durante el tránsito. Sin embargo, él alegremente la teletransporta de modo que sus piernas están atrapadas en una pared de piedra de la que tiene que salir volando. Él regresa brevemente en "El nombre del caballero es Gorgon" cuando debe teletransportar aún más inhumanos a la tierra, algo que le causa cierta preocupación. Cuando Maximus revela su plan para destruir Attilan a través de una seguridad fallida que instaló, Crystal le da la tarea a Eldrac para evacuar a todos los Inhumanos a pesar del dolor. Cuando la ciudad se está cayendo a pedazos, Black Bolt, el único que queda, llega y ve a Eldrac todavía viviendo, pero ligeramente en ruinas. Él teletransporta a Black Bolt a la Tierra cuando la barrera final colapsa, presumiblemente matando a Eldrac.